# Filippo Volandri
Filippo Volandri (ur. 5 września 1981 w Livorno) – włoski tenisista, reprezentant w Pucharze Davisa, olimpijczyk z Aten (2004).

## Kariera tenisowa
Zawodowym tenisistą był w latach 1997–2016. Wygrywał zawody z serii ITF Men's Circuit oraz ATP Challenger Tour. W turniejach rangi ATP World Tour zwyciężał dwukrotnie, najpierw w sezonie 2004 w St. Pölten, pokonując w finale Xaviera Malisse, a drugi tytuł wywalczył w 2006 w Palermo, wygrywając w pojedynku finałowym z Nicolásem Lapenttim. Ponadto Volandri grał w siedmiu finałach turniejów ATP World Tour.
W grze podwójnej najlepszym wynikiem Volandriego jest finał rozgrywek w Acapulco z 2006. Wspólnie z Potito Starace przegrali mecz finałowy z czeskim deblem František Čermák–Leoš Friedl.
Najwyżej sklasyfikowany w rankingu singlistów był pod koniec lipca 2007 roku na 25. miejscu, z kolei w zestawieniu deblistów w maju 2006 roku zajmował 120. pozycję.
W roku 2001 Volandri zadebiutował w reprezentacji Włoch w Pucharze Davisa. Rozegrał łącznie siedemnaście meczów (wszystkie w singlu) wygrywając dziesięć. Ma na swoim koncie zwycięstwa z takimi zawodnikami jak Goran Ivanišević i Tommy Robredo.
W 2004 zagrał w konkurencji gry pojedynczej na igrzyskach olimpijskich w Atenach odpadając w pierwszej rundzie po porażce z Fabrice’em Santoro.

### Finały w turniejach ATP World Tour
| Legenda                                      |
| -------------------------------------------- |
| Wielki Szlem                                 |
| Igrzyska olimpijskie                         |
| Tennis Masters Cup / ATP Finals              |
| ATP Masters Series / ATP Tour Masters 1000   |
| ATP International Series Gold / ATP Tour 500 |
| ATP International Series / ATP Tour 250      |

#### Gra pojedyncza (2–7)
| Końcowy wynik | Nr | Data                | Turniej      | Nawierzchnia   | Przeciwnik       | Wynik finału  |
| ------------- | -- | ------------------- | ------------ | -------------- | ---------------- | ------------- |
| Finalista     | 1. | 27 lipca 2003       | Umag         | Ceglana        | Carlos Moyá      | 4:6, 6:3, 5:7 |
| Zwycięzca     | 1. | 23 maja 2004        | St. Pölten   | Ceglana        | Xavier Malisse   | 6:1, 6:4      |
| Finalista     | 2. | 25 lipca 2004       | Umag         | Ceglana        | Guillermo Cañas  | 5:7, 3:6      |
| Finalista     | 3. | 3 października 2004 | Palermo      | Ceglana        | Tomáš Berdych    | 3:6, 3:6      |
| Finalista     | 4. | 2 października 2005 | Palermo      | Ceglana        | Igor Andriejew   | 6:0, 1:6, 3:6 |
| Finalista     | 5. | 19 lutego 2006      | Buenos Aires | Ceglana        | Carlos Moyá      | 6:7(6), 4:6   |
| Finalista     | 6. | 17 września 2006    | Bukareszt    | Ceglana        | Jürgen Melzer    | 1:6, 5:7      |
| Zwycięzca     | 2. | 1 października 2006 | Palermo      | Ceglana        | Nicolás Lapentti | 5:7, 6:1, 6:3 |
| Finalista     | 7. | 19 lutego 2012      | São Paulo    | Ceglana (hala) | Nicolás Almagro  | 3:6, 6:4, 4:6 |

#### Gra podwójna (0–1)
| Końcowy wynik | Nr | Data         | Turniej  | Nawierzchnia | Partner        | Przeciwnicy                  | Wynik finału |
| ------------- | -- | ------------ | -------- | ------------ | -------------- | ---------------------------- | ------------ |
| Finalista     | 1. | 5 marca 2006 | Acapulco | Ceglana      | Potito Starace | František Čermák Leoš Friedl | 5:7, 2:6     |